# Yulia Vysotskaya
Yulia Aleksandrovna Vysotskaya (en ruso: Ю́лия Алекса́ндровна Высо́цкая; 16 de agosto de 1973) es una actriz y presentadora de televisión rusa. Inició su carrera a comienzos de la década de 1990 apareciendo en la serie de televisión To Go and No Return. Está casada con el cineasta ruso Andréi Konchalovski.

## Filmografía

### Cine y televisión
| Año  | Título                      | Papel             | Notas               |
| ---- | --------------------------- | ----------------- | ------------------- |
| 1992 | To Go and Not Return        | Zosya             | Serie de televisión |
| 1994 | Bewitched                   |                   |                     |
| 1994 | Game of the Imagination     | Zhenya            |                     |
| 2002 | House of Fools              | Zhanna Timofeeva  |                     |
| 2002 | Max                         | Helen             |                     |
| 2003 | The Lion in Winter          | Alais             |                     |
| 2005 | Soldiers' Decameron         | Vera              |                     |
| 2006 | The First Rule of the Queen | Inna Seliverstova | Serie de televisión |
| 2007 | Gloss                       | Galya             |                     |
| 2010 | The Nutcracker in 3D        |                   |                     |
| 2016 | Paradise                    | Olga              |                     |
| 2020 | ¡Queridos camaradas!        | Lioudmila Siomina |                     |